# Standfussiana
Standfussiana is een geslacht van vlinders uit de familie van de uilen (Noctuidae) en de onderfamilie Noctuinae.

## Soorten
- S. dalmata (Staudinger, 1901)
- S. defessa Lederer, 1858
- S. herbuloti Plante, 1985
- S. insulicola (Turati, 1919)
- S. lucernea (Linnaeus, 1758)
- S. nictymera (Boisduval, 1834)
- S. socors Corti, 1925
- S. sturanyi (Rebel, 1906)
- S. turbeti Le Cerf, 1932
- S. wiskotti (Standfuss, 1888)